# Wyryki (gemeente)
De gemeente Wyryki is een landgemeente in het Poolse woiwodschap Lublin, in powiat Włodawski.
De zetel van de gemeente is in Wyryki (tot 30 december 1999 Wyryki-Połód genoemd).
Op 30 juni 2004 telde de gemeente 2888 inwoners.

## Oppervlakte gegevens
In 2002 bedroeg de totale oppervlakte van gemeente Wyryki 219,52 km², waarvan:
- agrarisch gebied: 39%
- bossen: 54%

De gemeente beslaat 17,47% van de totale oppervlakte van de powiat.

## Demografie
Stand op 30 juni 2004:
| Omschrijving                   | Totaal | Totaal | Vrouwen | Vrouwen | Mannen | Mannen |
| ------------------------------ | ------ | ------ | ------- | ------- | ------ | ------ |
| eenheid                        | aantal | %      | aantal  | %       | aantal | %      |
| inwoners                       | 2888   | 100    | 1465    | 50,7    | 1423   | 49,3   |
| bevolkingsdichtheid (inw./km²) | 13,2   | 13,2   | 6,7     | 6,7     | 6,5    | 6,5    |

In 2002 bedroeg het gemiddelde inkomen per inwoner 1346 zł.

## Plaatsen
Adampol, Czworaki, Dobropol, Dziesięciny, Horostyta, Horostyta-Kolonia, Ignaców, Kaplonosy, Kaplonosy-Kolonia, Kładki, Krukowo, Krzywki, Krzywowierzba, Lipówka, Lubień, Małoziemce, Samuły, Siedliska, Stara Suchawa, Suchawa, Sytyta, Wyryki, Wyryki-Adampol, Wyryki-Wola, Zahajki, Zahajki-Kolonia, Zduchy.

## Aangrenzende gemeenten
Dębowa Kłoda, Hanna, Hańsk, Podedwórze, Sosnówka, Stary Brus, Włodawa, Włodawa